# Jardin d’Erevan
Der Jardin d’Erevan ist eine Grünanlage im 8. Arrondissement von Paris. 

## Lage und Namensursprung
Die Anlage ist nach der Hauptstadt von Armenien, Jerewan (französisch Erevan), benannt. 
Die Parkanlage liegt am rechten Ufer der Seine an der Esplanade d’Arménie zwischen den Brücken Pont des Invalides und Pont de l’Alma.

## Geschichte
Die Anlage wurde 2009 vom damaligen Pariser Bürgermeister Bertrand Delanoë und dem armenischen Außenminister Edward Nalbandjan eingeweiht. Bei den Feierlichkeiten waren auch Charles Aznavour und Hélène Ségara anwesend.

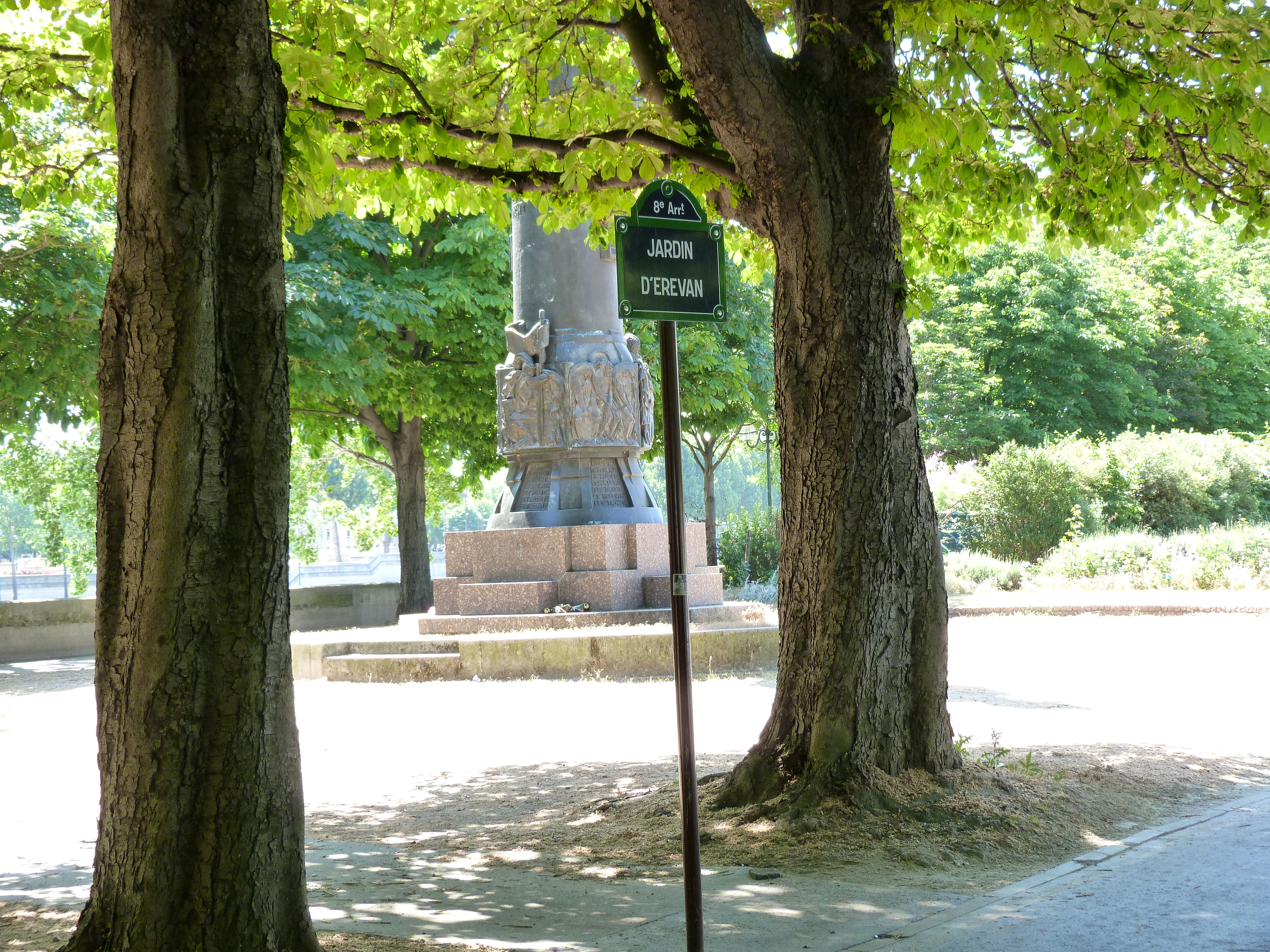
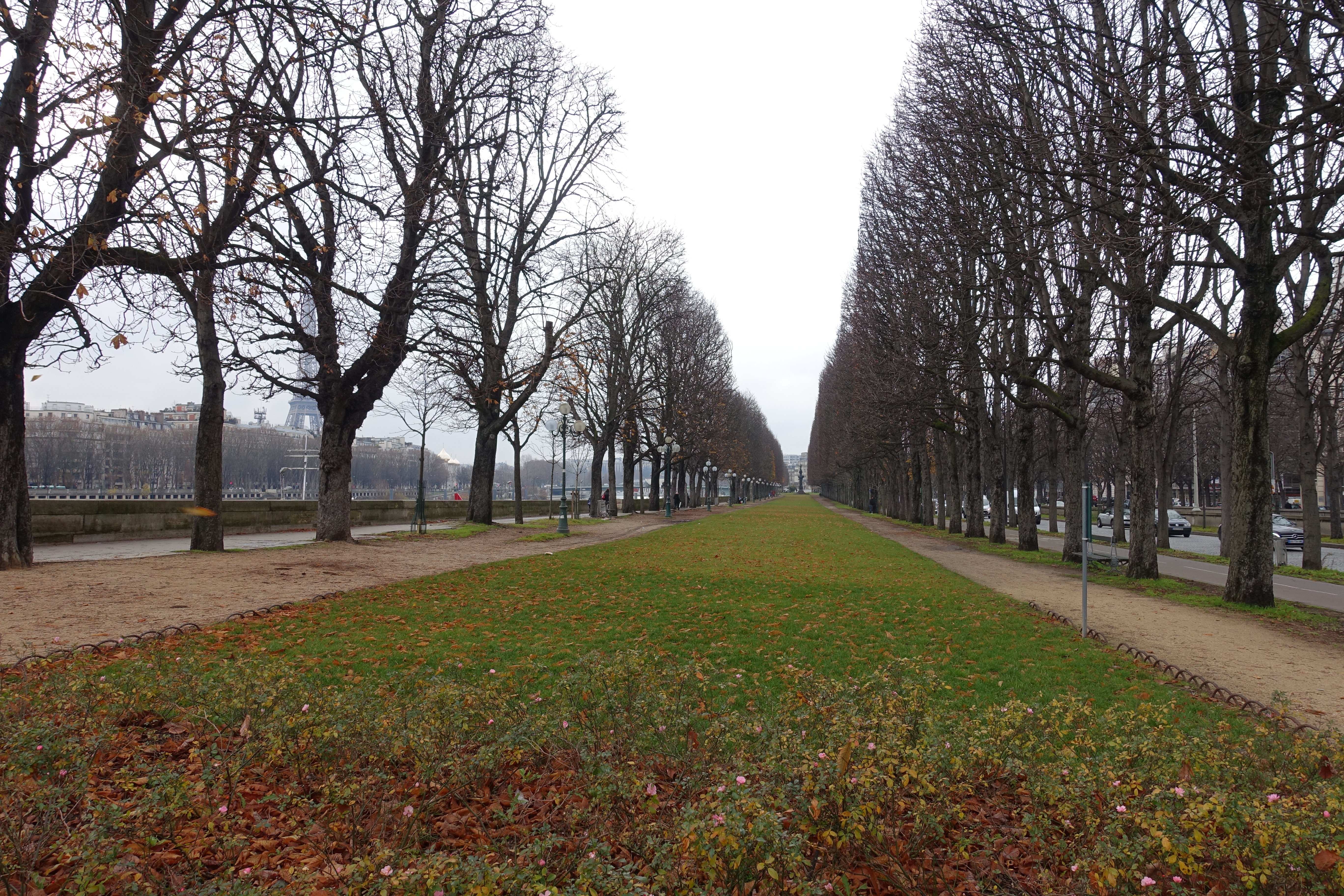